# Казвам се Фарах
Казвам се Фарах (на турски: Adım Farah) е турски драматичен телевизионен сериал, продуциран от O3 Media, чийто първи епизод е излъчен на 1 март 2023 г., режисиран от Реджай Карагьоз и написан от Дениз Даргъ, Джем Гьоргеч и Дженк Богатур. Той е адаптиран от аржентинския телевизионен сериал от 2017 г. La Chica que Limpia (Чистачката). Демет Йоздемир и Енгин Акюрек споделят главните роли.

## Излъчване в България
Сериалът започва на 23 септември 2024 г. по bTV Story и завършва на 17 декември. Сериалът се дублира на български от артистите: Елена Русалиева, Ася Братанова, Даниел Цочев, Владимир Колев, Стефан Сърчаджиев - Съра Преводач: Татяна Добрева, Тонрежисьор: Стамен Янев, Режисьор на дублажа: Михаела Минева, Студио медиа линк. 
| Сезон | Начало               | Финал            | Епизоди | Канал     | Час на излъчване |
| ----- | -------------------- | ---------------- | ------- | --------- | ---------------- |
| 1     | 23 септември 2024 г. | 6 ноември 2024   | 33      | bTV Story | 21:30 ч.         |
| 2     | 6 ноември 2024       | 17 декември 2024 | 30      | bTV Story | 21:30 ч.         |

За информация: с.1, еп.33 - 23:06 мин по-кратък епизод, с.2, еп.1 - 42:00 мин.

## Актьорски състав
- Демет Йоздемир – Фарах Ершади Лекесиз
- Енгин Акюрек – Тахир Лекесиз
- Феяз Думан – Бехнам Азади
- Фърат Танъш – Мехмет Кошанер
- Сенан Кара – Вера Акънджъ
- Лале Башар – Перихан Кошанер
- Бурджу Турунз – Баде Акънджъ
- Октай Чубук – Каан Акънджъ
- Мерт Доган – Бекир Акънджъ
- Деря Пънар Ак – Гьонюл Кошанер
- Кемал Бурак Алпер – Иляс
- Растин Пакнахад –	Керимшах
- Мустафа Авкъран –	Али Галип Акънджъ
- Алпер Тюреди – Хамза
- Сера Кутлубей – Мерджан Азади
- Хатидже Аслан – Рахшан Азади
- Бурак Тамдоган – Акбар Азади
- Али Сюрмели –	Орхан Кошанер

## Излъчване
| Сезон | Епизоди | Начало на сезона  | Край на сезона   | Всички епизоди | ТВ сезон | ТВ Канал | Ден и час на излъчване              |
| ----- | ------- | ----------------- | ---------------- | -------------- | -------- | -------- | ----------------------------------- |
| 1     | 14      | 1 март 2023       | 31 май 2023      | 1 – 14         | 2023     | FOX      | всяка сряда 20:00 часа              |
| 2     | 13      | 27 септември 2023 | 30 декември 2023 | 15 – 27        | 2023     | FOX      | всяка сряда/всяка събота 20:00 часа |